# Vita di Pi (opera teatrale)
Vita di Pi (Life of Pi) è un'opera teatrale di Lolita Chakrabarti, tratta dall'omonimo romanzo di Yann Martel e portata al debutto a Sheffield nel 2019. Nel 2022 la pièce ha vinto il Laurence Olivier Award alla migliore nuova opera teatrale.

## Trama
L'adolescente Piscine "Pi" Molitor Pater vive in India con la famiglia, che gestisce uno zoo locale. Quando i Patel decidono di emigrare in Canada, la famiglia di Pi si imbarca con tutti gli animali; tuttavia, durante il viaggio, la nave cola a picco e Pi riesce a salvarsi aggrappandosi a una scialuppa. Solo dopo essere salito sull'imbarcazione Pi si rente conto che sulla scialuppo è salito anche Richard Parker, la tigre del Bengala del loro zoo. Pi dovrà quindi navigare verso la salvezza con la sola compagnia del pericoloso felino.

## Storia degli allestimenti
La riduzione teatrale firmata da Chakrabarti ha avuto la sua prima al Crucible Theatre di Sheffield nel giugno 2019, con la regia di Max Webster e Hiran Abeysekera nel ruolo di Pi. Accolta molto positivamente da critica e pubblico, Vita di Pi è stato riproposto al Wyndham's Theatre del West End a partire dal novembre 2021; ancora una volta, la pièce è stata accolta con calore dalla critica e ha ricevuto nove candidature al Premio Laurence Olivier, il massimo riconoscimento del teatro britannico. Nell'aprile 2022 Vita di Pi ha vinto cinque Premi Laurence Olivier, tra cui quello per la migliore nuova opera teatrale e al miglior attore (Abeysekera). Dal marzo al luglio 2023 l'allestimento di Webster è stato riproposto a Broadway, in scena al Gerald Schoenfeld Theatre con Hiran Abeysekera nel ruolo del protagonista.

## Riconoscimenti
- Premio Laurence Olivier (2022)
  - Migliore nuova opera teatrale
  - Miglior attore per Hiran Abeysekera
  - Miglior attore non protagonista per Fred Davis, Daisy Franks, Romina Hytten, Tom Larkin, Habib Nasib Nader, Tom Stacy e Scarlet Wilderink
  - Miglior scenografia per Tim Hatley, Nick Barnes e Finn Caldwell
  - Miglior disegno luci per Andrzej Goulding e Tim Lutkin
  - Candidatura per la miglior regia per Max Webster
  - Candidatura per la miglior coreografia per Finn Caldwell
  - Candidatura per il miglior sound design per Carolyn Downing
  - Candidatura per la miglior colonna sonora per Andrew T. Mackay
- Tony Award (2023)
  - Migliore scenografia per Tim Hatley e Andrzej Goulding
  - Miglior disegno luci per Tim Lutkin
  - Miglior sound design Carolyn Downing
  - Candidatura per la miglior regia di un'opera teatrale per Max Webster
  - Candidatura per i migliori costumi per Tim Hatley, Nick Barnes e Finn Caldwell